# Wożgały
Wożgały (ros. Вожгалы) – wieś (sieło) w Rosji, w obwodzie kirowskim, w rejonie kumiońskim. W 2010 liczyła 942 mieszkańców.